# Ecliptopera dentifera
Ecliptopera dentifera es una especie de polilla de la familia Geometridae. La especie fue descrita por primera vez por Frederic Moore en 1888 con distribución en la India: Bengala Occidental, Meghalaya (en Cherrapunji) y Arunachal Pradesh. El sintipo de la especie fue descrita en el sector Cherrapunji (alrededor de Darjeeling).